# 升夜蛾属
升夜蛾属（学名：Arsacia）是裳蛾科下的一个属。

## 下属物种
本属包括以下物种：
- 升夜蛾 Arsacia rectalis (Walker, 1863)